# 衡東県
衡東県（こうとう-けん）は中華人民共和国湖南省衡陽市に位置する県。湘江流域の県で、その大きな支流のひとつである洣水が合流している。

## 行政区画
- 鎮：洣水鎮、石湾鎮、新塘鎮、大浦鎮、呉集鎮、甘渓鎮、楊林鎮、草市鎮、楊橋鎮、霞流鎮、栄桓鎮、高湖鎮、白蓮鎮、三樟鎮、蓬源鎮
- 郷：南湾郷、石灘郷